# 北丘珠
北丘珠（きたおかだま）は、北海道札幌市東区の地名。

## 地理
札幌市東区北部に位置する。北で北区篠路町拓北、北東で中沼町、東で中沼西、南から西にかけて丘珠町と接する。西側に住宅地、東側に工業団地である丘珠鉄工団地、丘珠地区工業団地が置かれる。区域東側には南北に篠路新川が流れる。区域内に中学校・小学校はなく、隣接する丘珠町に設置された札幌市立丘珠中学校・札幌市立丘珠小学校の学区内となる。

### 河川
- 篠路新川

## 住所
| 町丁                  | 郵便番号 |
| --------------------- | -------- |
| 北丘珠1条2丁目～4丁目 | 007-0881 |
| 北丘珠2条1丁目～4丁目 | 007-0882 |
| 北丘珠3条1丁目～4丁目 | 007-0883 |
| 北丘珠4条1丁目～4丁目 | 007-0884 |
| 北丘珠5条1丁目～4丁目 | 007-0885 |
| 北丘珠6条4丁目        | 007-0886 |

## 歴史
1960年代から造成が始まり工業団地や住宅地が形成されていく。

## 交通

### バス
- 北海道中央バス
  - 丘珠北34条線（東76）
  - 丘珠線（東61・ビ61）

### 道路
- 北海道道112号札幌当別線（伏古拓北通） - 区域南端の北丘珠1条4丁目の南端を通る。
- 苗穂丘珠通

## 施設
- 札幌市消防局東消防署丘珠出張所（北丘珠1-2）
- 札幌モエレ郵便局（北丘珠4-1）
- 札幌みづほ簡易郵便局（北丘珠2-2）
- 北海道札幌丘珠高等学校（北丘珠1-2）
- 札幌市丘珠ひばり児童会館（北丘珠4-1）
- 札幌市地盤沈下観測井丘珠観測所（北丘珠4-1）
- 丘珠鉄工会館（北丘珠3-4）
- 北丘珠みどり公園（北丘珠4-1）
- 丘珠鉄工西緑地（北丘珠5-4）
- 丘珠みずほ公園（北丘珠2-2）
- 丘珠みづほちびっこ公園（北丘珠2-2）
- 新栄つみき公園（北丘珠3-1）
- 新栄第二公園（北丘珠3-1）
- 新栄第三公園（北丘珠3-1）
- 峯光寺（北丘珠4-1）